# Cercueil flottant
Vous pouvez aider à l'améliorer ou bien discuter des problèmes sur sa page de discussion.
- Le fond est à vérifier. Si vous venez d’apposer le bandeau, merci d’indiquer ici les points à vérifier. (Marqué depuis décembre 2021)

Vous pouvez aider à l'améliorer ou bien discuter des problèmes sur sa page de discussion.
- Il ne cite pas suffisamment ses sources. Vous pouvez indiquer les passages à sourcer avec {{référence nécessaire}} ou {{Référence souhaitée}}, et inclure les références utiles en les liant aux notes de bas de page. (Marqué depuis septembre 2020)

- Archive Wikiwix
- Bing
- Cairn
- DuckDuckGo
- E. Universalis
- Gallica
- Google
- G. Books
- G. News
- G. Scholar
- Persée
- Qwant
- (zh) Baidu
- (ru) Yandex
- (wd) trouver des œuvres sur Wikidata

Cercueil flottant, de coffin ship (bateau cercueil), est un terme utilisé pour décrire l'état dans lequel se trouvaient les bateaux qui servaient de moyen de transport pour les milliers d'immigrants fuyant leur pays natal dans le contexte de la grande famine irlandaise, plus spécifiquement en Irlande, de 1845 à 1852.

## Histoire
Pendant ces années, le transport des immigrants se fait par le biais de vaisseaux qui sont spécifiquement conçus pour le transport de denrées alimentaires, de bois, etc. Afin de rentabiliser le voyage, ceux-ci prennent à leur bord des victimes de la famine faisant ravage, plus spécifiquement en Irlande mais aussi en Angleterre et en Écosse, qui servent souvent de lest pour le chemin du retour. Malgré certaines réglementations comme la loi sur le transport des passagers (passenger act) de 1803, ces navires n'ayant pas été conçus à cette fin, et dans le non-respect de ces lois, sont souvent laissés dans des conditions insalubres. De ce fait, ceux-ci deviennent des endroits propices à la prolifération et la contamination de différentes bactéries, parasites et virus.
Les nouveaux arrivants, qui sont souvent déjà affaiblis par les conditions précaires dans leur pays, tombent malades pendant la traversée. En effet, des épidémies (notamment le choléra et le typhus) apparaissent, emportant environ une personne sur cinq. Certains survivent à la traversée mais décèdent peu après leur arrivée, en infectant malheureusement par le fait même d'autres personnes. S'ensuivra une des plus meurtrières épidémies de choléra en Amérique du Nord, épidémie faisant déjà des ravages en Europe que l'on nommait communément le « choléra asiatique ».
Dans la foulée des nouveaux arrivants, des postes de quarantaine sont érigés au Canada à Grosse Île et à île Partridge, dans l'espoir d'endiguer la progression de ces maladies, puisqu'à cette époque, personne ne sait comment elles se transmettent. On leur prête souvent un caractère religieux ou organique comme les miasmes par exemple (particules se trouvant dans les odeurs putrides comme les excréments, la putréfaction cadavérique, etc. qu'on inhale et rendent malade) ou bien à la théorie des humeurs. Ces postes de quarantaine ayant une capacité limitée, se trouvent vite submergés par le flot incessant de nouveaux arrivants, et ne parviennent plus à remplir leur fonction originale. Les navires en direction des ports seront inspectés par des officiers et médecins, afin d'en ausculter les passagers, qui seront confrontés trop souvent à la mort. De là l’appellation de coffin ship, émerge pour faire référence à ces navires transportant essentiellement des arrivants décédés ou mourants.